# Adam Bartosz
Adam Bartosz (ur. 22 stycznia 1947 w Zielonej Górze) – polski etnograf, cyganolog. W latach 1980–2012 dyrektor Muzeum Okręgowego w Tarnowie. Specjalista w dziedzinach: muzeologia, kultura i historia Romów oraz Żydów. Honorowy Obywatel Miasta Tarnowa (2023).

## Życiorys
Absolwent etnologii na Uniwersytecie Jagiellońskim (1972) i muzeologii (1979).
W latach 1980–2012 dyrektor Muzeum Okręgowego w Tarnowie. Jest pomysłodawcą i organizatorem wielu zdarzeń kulturalnych i społecznych umacniających poczucie tożsamości polskich Romów i promujących różnorodności kulturowe, w tym Międzynarodowego Taboru Pamięci Romów (do 1996). Z jego inicjatywy powstała w tarnowskim muzeum pierwsza na świecie stała ekspozycja o historii i kulturze Romów – Roma, Cyganie. Historia, kultura. Był jednym z członków zespołu kodyfikującego romski język.
W 1982 zorganizował – pierwszą po wojnie wystawę poświęconą Żydom (poza ŻIH-em) – Żydzi w Tarnowie. Jeden z inicjatorów powołanego w 1988 Komitetu Opieki nad Zabytkami Kultury Żydowskiej, od 1996 jego prezes. Pomysłodawca i organizator dorocznych obchodów Dni Pamięci Żydów Galicyjskich realizowanych w Tarnowie i okolicznych miasteczkach. Realizator projektu opieki nad żydowskimi cmentarzami na terenie Galicji.
W latach 90. wykładał na letnich seminariach organizowanych przez Oxford Centre for Hebrew and Jewish Studies (Wielka Brytania), gdzie w 1995–1996 roku przebywał na półrocznym stypendium ufundowanym przez tę uczelnię. Przebywał również na stypendiach naukowych poświęconych problematyce mniejszości narodowych, m.in. w Stanach Zjednoczonych, w Wielkiej Brytanii, w Indiach.
Był też redaktorem naczelnym Rocznika Tarnowskiego (2008–2014). Wchodzi w skład redakcji pism romskich: Rrom po Drom (od 1990), Kwartalnik Romski (od 2010). Publikuje regularnie w wielu pismach krajowych (m.in. Lud, Kwartalnik Instytutu Historii Kultury Materialnej, Spotkania z Zabytkami, Studia Romologica) i zagranicznych (m.in. Romani Džanipen, Etúdes Tsiganes, Múzeum).
Należy do Stowarzyszenia Romów w Tarnowie i jest członkiem Podzespołu do Spraw Romskich przy MSWiA. Jest członkiem Komitetu Opieki nad Zabytkami Kultury Żydowskiej (od 1990), Stowarzyszenia Muzeów Małopolskich – inicjator i prezes (2005–2009), Tarnowskiego Towarzystwa Kulturalnego, Towarzystwa Historycznego, oddział tarnowski. W latach 2015–2016 kierował edukacyjnym projektem Mezuza finansowanym ze środków europejskich.

## Publikacje
Adam Bartosz opublikował kilkadziesiąt artykułów o tematyce żydowskiej, a także publikacje książkowe Tarnowskie judaica (1992), Żydowskim szlakiem po Tarnowie (2000, 2002); Tarnowski cmentarz żydowski [z Januszem Koziołem] (2005); Galicyjskim szlakiem chasydów sądecko-bobowskich, Austeria, Kraków (2015).
Jest redaktorem wielu opracowań (m.in. Skarby muzeów Małopolski, 2004; trylogii: Małopolska przed stu laty, 2006; Małopolska w czasach II Rzeczpospolitej, (2007); Małopolska w czasach PRL, 2009; Encyklopedia Tarnowa, 2010 i innych wydawnictw muzealnych). W sumie opublikował kilkaset artykułów w kilkunastu językach.
Wydał również kilka książek o Cyganach, m.in. Katalog zbiorów cyganologicznych (2007), My Cyganie/Amen Roma (2008), opublikował kilkadziesiąt artykułów w czasopismach romologicznych w wielu krajach.

## Odznaczenia i wyróżnienia

### Odznaczenia
- Krzyż Oficerski Orderu Odrodzenia Polski za działania na rzecz ochrony, zachowania i rozwoju tożsamości kulturowej mniejszości narodowych i etnicznych (2011)[3],
- Złoty Medal „Zasłużony Kulturze Gloria Artis” za ochronę dziedzictwa (2019)[13]
- Srebrny Medal „Zasłużony Kulturze Gloria Artis” za ochronę dziedzictwa (2011)[13]
- Brązowy Medal „Zasłużony Kulturze Gloria Artis” za ochronę dziedzictwa (2005)[13]
- Brązowa odznaka „Za zasługi w pracy penitencjarnej” (2010)[14]
- Krzyż Oficerski Orderu Zasługi (Węgry, 2012)[15]

### Wyróżnienia
- indywidualna nagroda Ministra Kultury i Sztuki za wystawę muzealną poświęconą Romom – Roma, Cyganie. Historia, kultura (1996)
- Dyplom Uznania za Zasługi dla Ochrony Zabytków Kultury Żydowskiej w Polsce za opiekę nad zabytkami żydowskimi, wyróżniony przez Ambasadę Izraela w Polsce (1998)
- nagroda fundacji australijskiej Polcul za działalność na rzecz mniejszości narodowych (2000)
- wyróżnienie Ministra Kultury i Sztuki w ramach corocznego konkursu ministerialnego Sybilla za realizację Taboru Pamięci (2002)
- Medal Ministra Sprawiedliwości za prace na rzecz resocjalizacji skazanych przez pracę przy zabytkach[8] (2007)
- laureat międzynarodowej nagrody nadawanej przez uniwersytet w Nitrze (Słowacja) dla osób z zagranicy promujących kulturę Romów Czarny Bocian (Kalo Čangalo) (2009)
- Honorowy Obywatel Miasta Tarnowa (2023)[16]